# Samy Boutouil
Samy Ahmed Boutouil (en arabe : سامي أحمد بوتويل), né le 3 octobre 2000, est un nageur marocain.

## Carrière
Samy Boutouil remporte aux Jeux africains de la jeunesse de 2018 à Gaborone deux médailles d'argent, sur 100 mètres papillon et sur 50 mètres brasse, et deux médailles de bronze sur 4 × 100 mètres nage libre et sur 4 × 100 mètres quatre nages. Il est médaillé de bronze sur 4 × 100 mètres nage libre et sur 4 × 100 mètres quatre nages mixte aux Jeux africains de 2019. 
Il dispute le 100 mètres nage libre des Jeux olympiques d'été de 2020 à Tokyo.